# Wereldbeker schaatsen 2008/2009 - Wereldbeker 2 - 1500 meter vrouwen
De tweede van 6 wedstrijden voor de wereldbeker schaatsen 1500 meter werd gehouden op 15 november 2008 in Berlijn.

## Uitslag A-divisie
| rang   | schaatser            | tijd    | punten |
| ------ | -------------------- | ------- | ------ |
| Goud   | Kristina Groves      | 1.57,22 | 100    |
| Zilver | Daniela Anschütz     | 1.57,91 | 80     |
| Brons  | Christine Nesbitt    | 1.58,08 | 70     |
| 4      | Claudia Pechstein    | 1.58,39 | 60     |
| 5      | Laurine van Riessen  | 1.58,60 | 50     |
| 6      | Marrit Leenstra      | 1.59,02 | 45     |
| 7      | Ireen Wüst           | 1.59,05 | 40     |
| 8      | Shannon Rempel       | 1.59,27 | 36     |
| 9      | Brittany Schussler   | 1.59,32 | 32     |
| 10     | Jekaterina Lobysjeva | 1.59,82 | 28     |
| 11     | Monique Angermüller  | 2.00,28 | 24     |
| 12     | Masako Hozumi        | 2.00,35 | 21     |
| 13     | Jennifer Rodriguez   | 2.00,89 | 18     |
| 14     | Elma de Vries        | 2.00,92 | 16     |
| 15     | Lucille Opitz        | 2.01,17 | 14     |
| 16     | Maren Haugli         | 2.01,31 | 12     |
| 17     | Maki Tabata          | 2.01,40 | 10     |
| 18     | Alla Shabanova       | 2.01,51 | 8      |
| 19     | Katrin Mattscherodt  | 2.03,45 | 6      |

## Loting
| rit | binnenbaan          | buitenbaan           |
| --- | ------------------- | -------------------- |
| 1   | Claudia Pechstein   |                      |
| 2   | Jennifer Rodriguez  | Jekaterina Lobysjeva |
| 3   | Lucille Opitz       | Alla Shabanova       |
| 4   | Katrin Mattscherodt | Monique Angermüller  |
| 5   | Marrit Leenstra     | Masako Hozumi        |
| 6   | Laurine van Riessen | Maren Haugli         |
| 7   | Ireen Wüst          | Maki Tabata          |
| 8   | Christine Nesbitt   | Elma de Vries        |
| 9   | Shannon Rempel      | Daniela Anschütz     |
| 10  | Kristina Groves     | Brittany Schussler   |

## Top 10 B-divisie
| rang | schaatser               | tijd    | punten |
| ---- | ----------------------- | ------- | ------ |
| 1    | Paulien van Deutekom    | 1.59,82 | 25     |
| 2    | Clara Hughes            | 2.01,08 | 19     |
| 3    | Seon-Yeong Noh          | 2.01,14 | 15     |
| 4    | Galina Lichatsjova      | 2.01,59 | 11     |
| 5    | Feifei Dong             | 2.02,73 | 8      |
| 6    | Katarzyna Wójcicka      | 2.02,98 | 6      |
| 7    | Lee Ju-youn             | 2.03,14 | 4      |
| 8    | Chunyan Fu              | 2.03,21 | 2      |
| 9    | Joelija Jasenok         | 2.03,87 | 1      |
| 10   | Nancy Swider-Peltz, Jr. | 2.03,91 | 0      |